# 归元寺
归元寺，位于汉阳区翠微路和歸元寺路交界，是中国湖北省武汉市的一座著名佛教曹洞宗寺院，武汉的佛教四大丛林（还包括宝通寺、莲溪寺、正觉寺）之一。湖北省佛教协会和武汉市佛教协会的所在地,湖北省文物保护单位。中国国务院首批公布的开展宗教活动的重点寺庙。寺名取佛经“归元性不二，方便有多门”之语意。藏经阁内供奉有释迦牟尼佛像。

## 历史

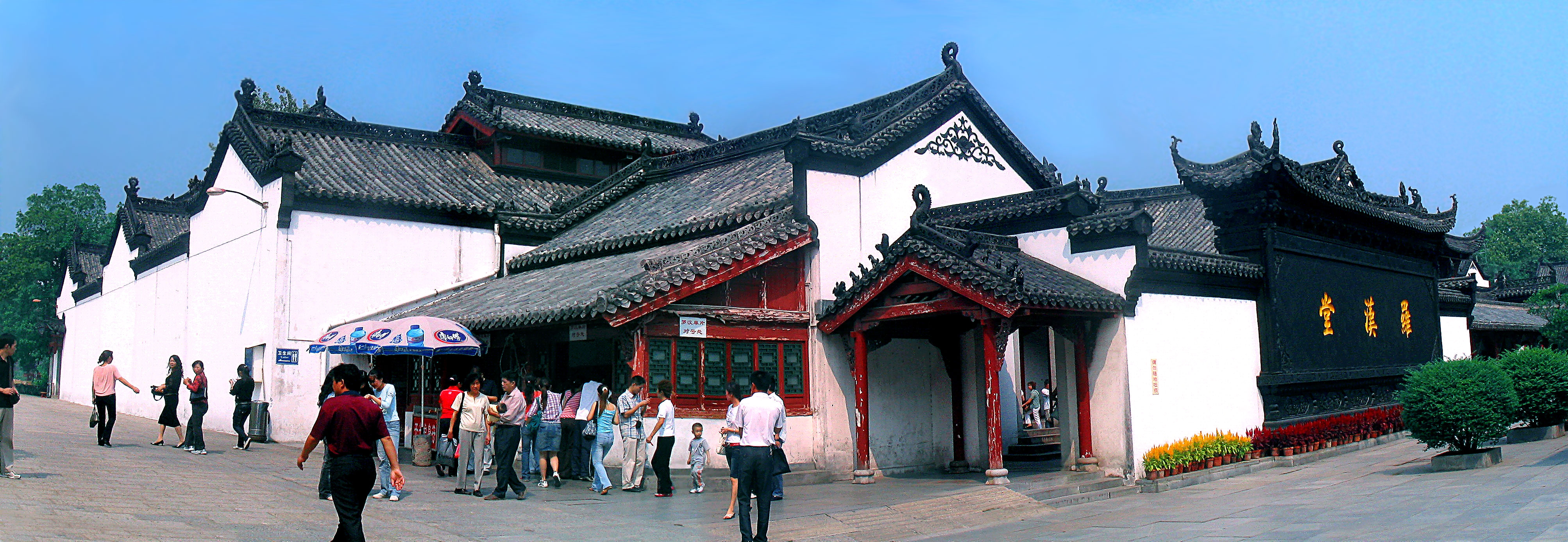
归元寺罗汉堂

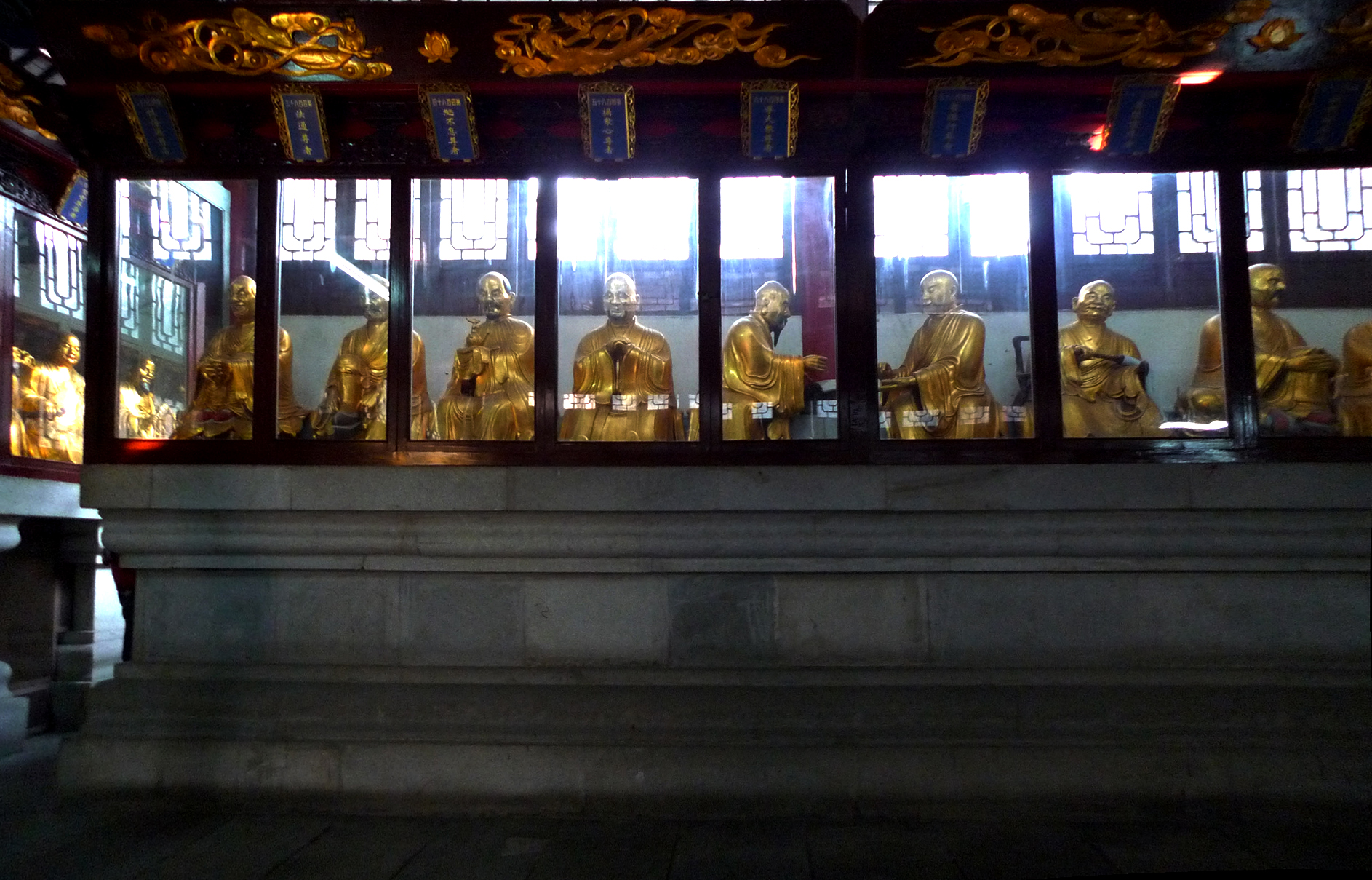
归元寺罗汉

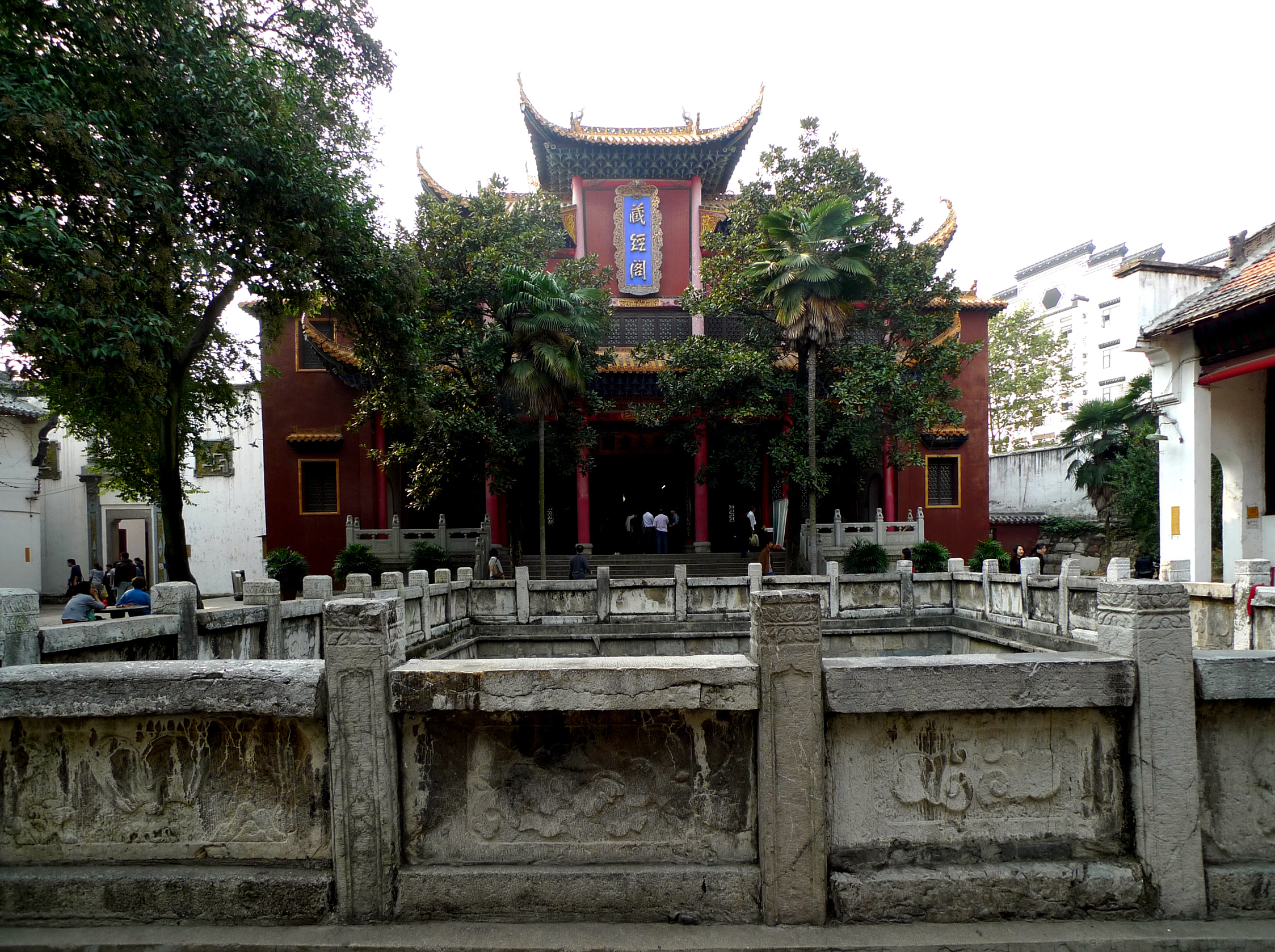
归元寺藏经阁

- 1658年，清顺治十五年，浙江僧人白光、主峰创建归元寺；在前朝（明朝）王章甫的葵园旧址基础上建造。
- 1661年，中院主体建筑大雄宝殿初建，其后经多次维修；现大雄宝殿是清光绪三十四年(1908年)重修。
- 道光年间，南院主体建筑罗汉堂初建；
- 1852年，南院毁于兵灾；
- 1895年，重建南院，1902年完成；
- 1922年，归元寺兴建了新阁，藏品丰富；
- 1935年，太虚法师出访缅甸，仰光佛教徒赠予的一尊1吨多重的玉雕释迦牟尼佛像，今供奉于北院藏经阁。这种佛像在中国只有三尊，其他二尊分别列供于北京和上海。
- 1953年，归元禅寺被列为湖北省级文物保护单位。
- 1983年，归元寺被中国国务院确定为汉地全国重点佛教寺院。

## 地位
該寺舊有比较稳定的经济来源，其经济实力为（武漢）各寺庙之最，历代护法捐赠過不少田产和山场，供寺庙维修和扩建。每年农历正月间，罗汉堂门庭若市，七月阅焰口忙不暇接，佛事活动收入颇丰。寺内常住及挂单僧人总有两三百人之多，成为近代鄂、豫、湘三省佛教的传戒中心。年年有定期传戒，一直持续到1948年。

## 建筑
寺院占地17500多平方米（一说4.67公顷），分为中院、南院、北院三组，有藏经阁、大雄宝殿、五百罗汉堂三组主要建筑，殿舍200余间。
现由宝通禅寺隆醒大師担任归元寺方丈。隆醒法师和原主持隆印皆为归元寺老主持昌明大师徒弟，昌明师最后的传法弟子隆智为昌明师晚年所收，俗世修行。

## 交通
乘坐武汉地铁4号线或6号线便可前往归元寺，需在钟家村站、汉阳火车站下车。